# MUSIC PULSE
MUSIC PULSE（ミュージックパルス）は、千葉県のFM局、bay fmの深夜の時間帯で放送されていたラジオ番組である。
1992年4月放送開始。当初の番組タイトルは『Music Pulse on Tokyo Bay（ミュージックパルス・オン・トウキョウ・ベイ）』。後に『MUSIC PULSE ON ○○○』（○○○にはMONDAYからTHURSDAYまでの曜日名が入った）というタイトルになる。主に歌手、ミュージシャンが日替わりパーソナリティを務めていた。また後期には、伝言FAXからパーソナリティ直筆メッセージが入るなどした番組情報が取り出せるようにもなっていた。
1997年4月からは『ARTIST PARADISE』の枠に本番組も入ることになるが、『MUSIC PULSE ON - 』のタイトルはそのままサブタイトルとして残されていた。2001年4月の『MOZAIKU NIGHT』スタートと共に『MUSIC PULSE』のタイトルは消えることとなる。

## 放送時間
- 1992年4月 - 1994年3月：月曜日 - 木曜日 25:00 - 26:00
- 1994年4月 - 同年9月：月曜日 - 金曜日 25:00 - 26:00 ※金曜日枠追加
- 1994年10月 - 1995年3月：月曜日 - 木曜日 25:00 - 26:00 ※金曜日枠が外れる
- 1995年4月 - 1997年3月：月曜日 - 水曜日 25:00 - 25:55 ※木曜日枠が外れる
- 1997年4月 - 1998年3月：月曜日 - 水曜日 25:00 - 26:00 ※これより『ARTIST PARADISE』枠内に入る
- 1998年4月 - 2001年3月：月曜日 - 木曜日 25:00 - 26:00 ※木曜日枠復活

## パーソナリティ
なおここでは、『ARTIST PARADISE』枠に入ってからのパーソナリティも掲載。

### 月曜日
- 陣内大蔵 （1992年4月 - 1993年3月）
- BEGIN　（1993年4月 - 1994年9月）
- 斉藤和義 （1994年10月 - 1995年3月）
- 加藤いづみ （1995年4月 - 1997年3月）
- 衛藤利恵 （1997年4月 - 同年9月）
- 小谷美紗子 （1997年10月 - 1998年3月）
- MALICE MIZER （1998年4月 - 同年12月）
- SURFACE （1999年1月 - 同年9月）
- 19 （1999年10月 - 2000年3月）
- Do As Infinity◎ （2000年4月 - 2001年3月）

### 火曜日
- 鈴木祥子 （1992年4月 - 1995年3月）
- 川村かおり （1995年4月 - 1996年3月）
- しゅう（シャ乱Q） （1996年4月 - 1998年9月）
- 木村世治（ZEPPET STORE）◎ （1998年10月 - 2001年3月）

### 水曜日
- To Be Continued （1992年4月 - 1994年9月）
- 高橋克典 （1994年10月 - 1995年3月）
- GLAY （1995年4月 - 1996年9月）
- 木根尚登 （1996年10月 - 1997年9月）
- 及川光博 （1997年10月 - 1998年3月）
- FANATIC◇CRISIS◎ （1998年4月 - 2001年3月）

### 木曜日
- スペシャルパーソナリティ （1992年4月 - 同年9月）
- GAO （1992年10月 - 1993年9月）
- 鈴木結女 （1993年10月 - 1995年3月）
（この間中断）
- BLANKEY JET CITY （1998年4月 - 2000年3月）
- wyolica （2000年4月 - 2001年3月）

### 金曜日
- 井上昌己 （1994年4月 - 同年9月）

- ◎ - 後番組『MOZAIKU NIGHT』でも引き続きパーソナリティを務める